# Фор (Ирландия)
Фор  (англ. Fore; ирл. An Fhobhar) — деревня в Ирландии, находится в графстве Уэстмит (провинция Ленстер) у аббатства Фор. Население — 385 человек (по переписи 2006 года).